# Lví muž
Lví muž (německy Löwenmensch) je pravěká soška z mamutoviny objevená v jeskyni Hohlenstein-Stadel ve Švábské Albě v Německu v roce 1939. Podle uhlíkového datování je stará 35 000 až 40 000 let. Je to jeden z nejstarších známých nesporných příkladů uměleckého ztvárnění, jedna z nejstarších soch, které kdy byly objeveny, a nejstarší známý lidsko-zvířecí artefakt. Soška bývá spojována s paleolitickou archeologickou kulturou Aurignacien. Byla vyřezána z mamutí slonoviny pomocí pazourkového nože. Po několika rekonstrukcích, které doplnily nově nalezené fragmenty, je figurka 31,1 cm vysoká, 5,6 cm široká a 5,9 cm silná. Ležela v komoře téměř 30 metrů od vchodu do jeskyně Stadel. Komora byla pravděpodobně zvláštním místem, možná využívaným jako sklad, skrýš nebo jako prostor pro rituály. V současné době je soška Lvího muže vystavena v muzeu v Ulmu.

## Objev a rekonstrukce
Systematické vykopávky v jeskyni Hohlenstein-Stadel začaly v roce 1937 pod vedením historika Roberta Wetzela. Nález fragmentované figurky učinil 25. srpna 1939 geolog Otto Völzing. Začátek druhé světové války o pouhý týden později znamenal, že terénní práce byly neúplné a analýza nálezů nebyla provedena. Přibližně třicet let ležely fragmenty zapomenuté v nedalekém muzeu v Ulmu. Až když archeolog Joachim Hahn zahájil na konci 60. let inventarizaci a sestavování více než 200 fragmentů, začala vznikat figurka se zvířecími a lidskými rysy.
Wetzel bádal místě až do roku 1961 a další fragmenty byly v jeskyni nalezeny v 70. letech 20. století. V roce 1982 spojila paleontoložka Elisabeth Schmidová nové fragmenty s Hahnovou rekonstrukcí, opravila některé chyby a přidala kousky nosu a úst, které zdůraznily kočičí rysy figurky. Od roku 2008 byly v jeskyni prováděny další výzkumy. Všechny vrstvy byly systematicky prosévány, což vedlo k objevení mnoha nepatrných fragmentů.
V roce 2012 bylo zahájeno druhé restaurování v dílnách Státního úřadu pro památkovou péči v Esslingenu pod vedením Nicole Ebinger-Ristové. Figurka byla rozebrána na jednotlivé části a nově objevené fragmenty byly doplněny spolu se starými, což umožnilo další dotvoření oblastí hlavy, zad a pravé strany těla. Všechny umělé doplňky použité při prvním restaurování byly vyřazeny. Práce byly dokončeny na konci roku 2013.

## Interpretace
Hahn figurku původně klasifikoval jako mužskou, když na ní, dle svého výkladu, identifikoval ochablý penis. Schmidová však na základě zkoumání nových částí sochy navrhla, že jde o ženskou lidskou postavu s hlavou samice lva jeskynního (panthera spelaea). To vyvolalo diskuse, neboť samci evropských jeskynních lvů často postrádali výrazné hřívy, takže absence hřívy nemohla být jasným důkazem, že jde o figurku lvice. Po restaurování v letech 2012–2013 se zjistilo, že trojúhelníková destička v oblasti genitálií byla původně čtvercová, což by se dalo interpretovat jako stylizovaný mužský pohlavní orgán. Debata o pohlaví nicméně pokračuje.
Podobná, ale menší figurka člověka se lví hlavou byla nalezena v Hohle Fels. Archeolog Nicholas Conard navrhl, že „obyvatelé obou údolí museli být členy stejné kulturní skupiny a že objev druhého Löwenmensche podporuje hypotézu, že aurignacianští lidé praktikovali určitou formu šamanismu.“
Figurka sdílí určité podobnosti s pozdějšími francouzskými jeskynními malbami, které také zobrazují hybridní tvory s lidskými těly a hlavami zvířat.